# Dioxys aurifusca
Dioxys aurifusca là một loài ong trong họ Megachilidae. Loài này được Titus miêu tả khoa học đầu tiên năm 1901.